# الخط الزمني للصراع الفلسطيني الإسرائيلي (2022)
تسرد هذه المقالة الخط الزمني للصراع الفلسطيني الإسرائيلي عام 2022. المقالة مرتبة حسب شهور السنة وتسردُ أبرز الأحداث التي شهدتها الصراع الفلسطيني الإسرائيلي طوال السنة.

## يناير

### 1 يناير
إطلاق صاروخين على الأقل من قطاع غزة باتجاه تل أبيب. انفجرت الصواريخ في البحر. ولم يبلغ عن وقوع إصابات أو أضرار. وقالت الفصائل المسلحة في غزة إن الحادث كان عرضيًا وأنه "نتج عن الظروف الجوية".

### 3 يناير
أطلق مسلحون فلسطينيون أعيرة نارية من غزة باتجاه بلدات جنوب إسرائيل. وتصاعدت التوترات على طول الحدود حيث كان هذا هو الهجوم الثالث من غزة في الأسبوع، لم يبلغ عن وقوع إصابات أو أضرار.

### 6 يناير
استشهاد شاب فلسطيني (21 عاما) برصاص قوات الاحتلال الإسرائيلي خلال مداهمة للجيش الإسرائيلي لمخيم بلاطة قرب نابلس بالضفة الغربية.
أصيب شاب فلسطيني يبلغ من العمر 25 عاما بصدمة من سيارة مستوطن على حاجز بيت سيرا، مما أدى إلى مقتله. وبحسب ما ورد سلم السائق نفسه للسلطات.

### 12 يناير
توفي رجل فلسطيني أمريكي يبلغ من العمر 80 عامًا بعد أن اعتقلته القوات الإسرائيلية في جلجيليا. وقال المتحدث باسم وزارة الخارجية الأمريكية نيد برايس إن المسؤولين الأمريكيين طلبوا من إسرائيل “توضيحا” بشأن الحادث، قائلا “نحن نؤيد إجراء تحقيق شامل في الظروف”. وأعلنت السلطات الإسرائيلية إجراء تحقيق.
في 9 أكتوبر/تشرين الأول، قالت وزارة الدفاع الإسرائيلية إنها ستدفع لعائلة المتوفى 500 ألف شيكل (ما يعادل 141 ألف دولار أمريكي) وفي 16 من نفس الشهر، قالت عائلة المتوفى إنها رفضت التعويض المقدم مقابل رفض الدعوى القضائية التي رفعتها أمام الولايات المتحدة. والمحاكم الإسرائيلية.

### 13 يناير
مقتل الضابطين الإسرائيليين الرائد أوفيك أهارون والرائد ايتمار الحرار، بالخطأ بنيران جندي آخر بالقرب من قاعدة النبي موسى. وقد خلط بينهم وبين مهاجمين بعد أن أطلقوا النار في الهواء على مهاجم مشتبه به.

### 17 يناير
مقتل رجل فلسطيني بالرصاص بزعم محاولته طعن جنود إسرائيليين بالقرب من مفترق غوش عتصيون.
توفي ناشط فلسطيني يبلغ من العمر 65 عامًا من أم الخير في الخليل، متأثرًا بجراحه، بعد أن دهسته شاحنة في 5 كانون الثاني/يناير. وغادرت شاحنة السحب ومرافقتها من الشرطة مكان الحادث.

### 23 يناير
نظمت حركة الجهاد الإسلامي الفلسطينية مظاهرة في غزة حيث هتف عشرات المتظاهرين "الموت لآل سعود" ولوحوا بملصقات لزعيم ميليشيا الحوثي اليمنية. وأدانت حماس المظاهرات.

### 24 يناير
بعد اشتباك بين القوات الإسرائيلية والفلسطينيين بالقرب من مخيم قلنديا، استنشق مريض يبلغ من العمر 57 عاما في أحد المرافق الصحية التابعة للأونروا الغاز المسيل للدموع وتوفي لاحقًا. وفي 26 يناير، دعت الأونروا إلى إجراء تحقيق، قائلة إن الموظفين قد ناشدوا بوقف إطلاق النار للسماح للمرضى بالخروج بأمان.

## فبراير

### 2 فبراير
وردت أنباء عن محاولة إطلاق نار من سيارة عابرة باتجاه موقع للجيش الإسرائيلي بالقرب من نابلس. ولم يصب أي جندي في الهجوم.

### 3 فبراير
تعرضت قوات حرس الحدود الإسرائيلية لإطلاق نار كثيف وعبوات ناسفة خلال عمليات اعتقال فجرا في بلدة طوباس بالضفة الغربية.[بحاجة لمصدر]

### 8 فبراير
وفي مدينة نابلس، قتلت قوات إسرائيلية مستعربة ثلاثة فلسطينيين. وفي وقت لاحق، وصفت المصادر عمليات القتل بأنها عملية اغتيال أو قتل خارج نطاق القانون. ونقلت وسائل الإعلام الإسرائيلية عن السلطات الإسرائيلية، أن الرجال كانوا أعضاء في جماعة فلسطينية مسلحة نفذت هجمات على القوات الإسرائيلية.

### 14 فبراير
استشهاد شاب فلسطيني يبلغ من العمر 17 عاما في السيلة الحارثية، خلال عملية هدم عقابية قامت بها إسرائيل، حيث قال الجيش الإسرائيلي إن الجنود تعرضوا لهجوم بالحجارة والزجاجات الحارقة وردوا بالذخيرة الحية.

### 15 فبراير
قتلت قوات الاحتلال شابا فلسطينيا يبلغ من العمر 19 عاما في النبي صالح. ووفقا لقوات الاحتلال، اقترب "عشرات الفلسطينيين" من موقع للجيش وألقوا الحجارة، وردوا باستخدام تقنيات مكافحة الشغب بما في ذلك الذخيرة الحية. وشكك شهود فلسطينيون في رواية الجيش الإسرائيلي للحادث. وبحسب مصدر طبي فإن الرجل أصيب برصاصة في أسفل ظهره من مسافة قصيرة جدا. فيما لم يبلغ عن وقوع إصابات بين الإسرائيليين.

### 22 فبراير
أطلقت القوات الإسرائيلية النار على فتى فلسطيني يبلغ من العمر 13 عاما وقتلته بالقرب من قرية الخضر. وقالت القوات الإسرائيلية إن الصبي ألقى زجاجة حارقة على المركبات المارة.

## مارس

### 1 مارس
استشهاد شاب فلسطيني يبلغ من العمر 19 عاما بالقرب من بيت فجار؛ وفر هو وأحد زملائه عندما اقتربت منه القوات الإسرائيلية، وقالت إنهم نفذوا “إجراء اعتقال، شمل إطلاق النار على المشتبه بهم”، وأعلنت الشرطة العسكرية عن فتح تحقيق في وفاته.
قُتل فلسطينيان يبلغان من العمر 18 و22 عاما في اشتباكات بعد أن دخلت القوات الإسرائيلية مخيم جنين لاعتقال مشتبه به "مطلوب بتهمة نشاط إرهابي".

### 2 مارس
أصيب فلسطيني يبلغ من العمر 23 عاما بجروح خطيرة في 2 مارس/آذار برصاص قوات الاحتلال النار عليه بالقرب من برقة، وتوفي متأثرًا بجراحه في 9 مارس/آذار.
صنفت أستراليا حماس برمتها على أنها منظمة إرهابية، على العكس من الموقف السابق الذي اعترف فقط بالجناح العسكري للجماعة، كتائب عز الدين القسام.

### 6 مارس
أصيب فتى فلسطيني يبلغ من العمر 15 عامًا برصاص جنود الاحتلال في أبو ديس، بزعم أنه ألقى زجاجة حارقة باتجاههم؛ توفي لاحقا في المستشفى.

### 7 مارس
استشهاد فلسطيني من مواليد رام الله برصاص جنود الاحتلال، بعد طعنه جنديان من شرطة الحدود الإسرائيلية ما أدى إصابتهم بجروح متوسطة عند مدخل الحرم القدسي في البلدة القديمة بالقدس. بحسب صحيفة تايمز أوف إسرائيل "أظهرت لقطات من مكان الحادث الضابطين يقفان فوق المعتدي، الذي يبدو أنه كان ملقى على الأرض بعد وقت قصير من الهجوم. ثم أطلق أحد الضباط النار قبل أن يقف فوق المهاجم المزعوم وهو يتفوه الشتائم."

### 15 مارس
استشهاد شاب فلسطيني يبلغ من العمر 16 عامًا بالرصاص بعد أن دخلت القوات الإسرائيلية مخيم بلاطة لاعتقاله. وبحسب قوات الاحتلال، "وصل "إرهابي" أيضًا على دراجة نارية وأطلق النار على القوات التي ردت بإطلاق النار و"حيّدته"".
واستشهد شاب فلسطيني في العشرينيات من عمره برصاص القوات الإسرائيلية في مخيم قلنديا. وقالت القوات الإسرائيلية إنها تعرضت للهجوم بعد أن اعتقلت شخصين.

### 29 مارس
استشهاد شاب فلسطيني يبلغ من العمر 26 عاما بعد أن قتل 5 إسرائيليين في إطلاق نار جماعي في بني براك. وقتلت الشرطة المهاجم، وتوفي ضابط عربي إسرائيلي في وقت لاحق متأثرا بجراحه التي أصيب بها خلال تبادل إطلاق النار. وأعلنت كتائب شهداء الأقصى مسؤوليتها عن الهجوم.

### 31 مارس
طعن مسلح فلسطيني راكب حافلة إسرائيليا بالقرب من مستوطنة نيفي دانييل بمفك براغي قبل أن يقتله راكب آخر بالرصاص.

## أبريل

### 7 أبريل
قتل الفلسطيني رعد حازم ثلاثة إسرائيليين في حادث إطلاق نار جماعي في شارع ديزنغوف بتل أبيب. واستشهد في اليوم الموالي.

### 9 أبريل
أطلقت القوات الاحتلال النار على شاب فلسطيني يبلغ من العمر 18 عاما فأصابته في 9 نيسان/أبريل خلال عملية تفتيش واعتقال في اليامون، وتوفي نتيجة لذلك في 22 نيسان/أبريل.
واستشهد شاب فلسطيني آخر يبلغ من العمر 17 عاما، أصيب في نفس العملية، متأثرا بجراحه بعد يومين.
أُصيبت طالبة فلسطينية حنان خدور تبلغ من العمر 18 عاما، بأسلوب حرج عندما دخلت سيارة أجرة في جنين للعودة إلى المنزل. وقع الحادث أثناء عملية إسرائيلية في المنطقة وتوفيت من جراحها بعد أيام في 18 أبريل. قالت إسرائيل إنها ستتحقق ولكن اعتبارا من 11 مايو لم تصدر أي بيان بشأن سبب وفاتها.

### 10 أبريل
إصابة امرأة فلسطينية غير مسلحة، 47 عاما، بالرصاص عند حاجز مؤقت بالقرب من بيت لحم وزعمت قوات الاحتلال أنها اقتربت من الجنود “بطريقة مشبوهة”، ولم تستجب للأوامر الشفهية والطلقات التحذيرية. وتوفيت المرأة بسبب فقدان الدم إثر قطع شريان في فخذها بعد نقلها إلى مستشفى بيت جالا. وأفاد مكتب تنسيق الشؤون الإنسانية أن الجنود، بحسب شهود عيان، منعوا الطواقم الطبية من الوصول إلى المرأة لنحو نصف ساعة. وأجرى جورج نول، رئيس وحدة الشؤون الفلسطينية في السفارة الأمريكية، اتصالاً بالعائلة رغم أنها ليست مواطنة أمريكية ولكن لها أقارب أمريكيين.

### 12 أبريل
مقتل فلسطيني من الخليل بعد طعن وإصابة شرطي في موقع بناء في أشكلون. قال الضابط المصاب أنه التقى بالرجل خلال فحص للفلسطينيين في إسرائيل بشكل غير قانوني. ووفقاً لأوفا، قال شهود عيان فلسطينيون إنه كان نائماً ولم يقاوم.

### 13 أبريل
استشهاد رجل فلسطيني برصاص قوات الاحتلال بينما كان يقود سيارته التي كانت تقل أبناء أخيه إلى المدرسة عندما أصيب برصاصة طائشة أطلقت من اشتباك مستمر بين قوات الاحتلال وفلسطينيين عند قبر يوسف في نابلس.
بحسب وزارة الصحة الفلسطينية، أصيب شاب فلسطيني (34 عاما) برصاص قوات الاحتلال "خلال العدوان على مدينة نابلس". وقالت القوات الإسرائيلية إن قواتها “تقوم بعمليات لمكافحة الإرهاب” في نابلس ومدن أخرى في الضفة الغربية. ونفذت إسرائيل عدة غارات في الضفة الغربية لخمسة أيام متتالية في أعقاب سلسلة من الهجمات داخل إسرائيل.
كما قُتل فتى فلسطيني يبلغ من العمر 14 عاما، بزعم أنه ألقى قنبلة حارقة على الجنود الذين كانوا يقومون بعملية تمشيط في المنطقة.

### 14 أبريل
استشهاد فتى يبلغ من العمر 14 عاما برصاص قوات الاحتلال عند مدخل قرية حوسان، حيث ألقى فلسطينيون بالحجارة على القوات المتمركزة عند مدخل القرية، وردت بالذخيرة الحية والأعيرة المعدنية المغلفة بالمطاط وقنابل الغاز المسيل للدموع. وقال الجيش الإسرائيلي إن الجنود استخدموا الذخيرة الحية وفقا لقواعد إطلاق النار. قال شاهد عيان لشبكة سي إن إن إن الجنود كانوا يطلقون النار على شخص آخر يقوم بإعداد قنابل حارقة وأن الضحية كان يبحث عن مأوى

### 15 أبريل
- داهمت القوات الإسرائيلية الحرم الشريف واعتقلت 470 فلسطينيا، من بينهم 60 طفلا. وقال مفوض الشرطة الإسرائيلية إن الفلسطينيين "هاجموا مركزا للشرطة وهددوا سلامة المصلين اليهود عند الحائط الغربي". أصيب 180 فلسطينيا، من بينهم 27 طفلا وأربع نساء، جراء قنابل الصوت والرصاص الإسفنجي والضربات بالهراوات، "من بينهم أطفال ونساء وصحفيون وغيرهم ممن لم يشاركوا بشكل واضح في أي عملية رشق للحجارة" بينما أصيب 3 أفراد من القوات الإسرائيلية أصيبوا بالحجارة.[40]

### 17 أبريل
- بعد مزيد من المشاجرات في المسجد الأقصى، أعلنت القائمة العربية الموحدة (رعام) أنها ستوقف مؤقتًا عضويتها الائتلافية في حكومة إسرائيل احتجاجًا على الوضع في الأقصى.[50] وفقًا لوزارة الخارجية الأمريكية، ناقش وزير الخارجية الأمريكي أنتوني بلينكن ووزير الخارجية الأردني أيمن الصفدي الوضع في 18 أبريل و"أكد الوزير بلينكن على أهمية الحفاظ على الوضع الراهن التاريخي في الحرم الشريف/، وتقديره". وقال العاهل الأردني الملك عبد الله الثاني في حديثه مع الأمين العام للأمم المتحدة أنطونيو غوتيريش، إن "الأعمال الاستفزازية" التي تقوم بها إسرائيل تنتهك "الوضع القانوني والتاريخي الراهن" للقدس. الأماكن المقدسة الإسلامية.[50][51]

### 19 أبريل
إطلاق صاروخ من قطاع غزة على إسرائيل، اعترضته القبة الحديدية. ردا على ذلك، شنت إسرائيل هجوماً على مستودع للأسلحة في غزة.

### 21 أبريل
- إطلاق النار على مزارع يهودي إسرائيلي في الجليل الأعلى أثناء وجبة عيد الفصح مع عائلته، على يد اثنين من البدو العرب الإسرائيليين المشتبه بهم أطلقوا عشرات الطلقات باستخدام أسلحة أوتوماتيكية تم الحصول عليها بشكل غير قانوني على المزارع أثناء وجبة عيد الفصح. ونجا المزارع من الهجوم. والمهاجمان المشتبه بهما من بلدة طوبا الزنغرية الجنوبية، بعد تلقيهما تهديدات من المالك السابق للعقار. وتم القبض على المشتبه بهما بعد عدة ساعات من محاولة القتل. [54]

- اقتحمت الشرطة الإسرائيلية بكامل عتاد مكافحة الشغب المسجد بعد أن ألقى فلسطينيون حجارة على البوابة التي تمركزوا فيها.[55] وأصيب شاب فلسطيني يبلغ من العمر 21 عاما وتوفي متأثرا بجراحه في 14 مايو/أيار. وقالت مصادر فلسطينية إن الشاب أصيب برصاصة إسفنجية خطيرة، فيما قالت الشرطة إنه سقط وأصيب في رأسه.[56]

### 23 أبريل
أغلقت إسرائيل معبر إيرز ردا على إطلاق ثلاثة صواريخ من قطاع غزة.

### 26 أبريل
استشهد شاب فلسطيني (20 عاما) خلال مداهمة مخيم عقبة جبر في مدينة أريحا شرق الضفة الغربية.

### 27 أبريل
- استشهد شاب فلسطيني (18 عاما) برصاص قوات الاحتلال خلال مداهمة في منطقة جنين. وفقًا لقناة الجزيرة، حتى 27 أبريل، قُتل ما لا يقل عن 47 فلسطينيًا منذ بداية عام 2022، من بينهم 11 في الأسبوعين الماضيين (بما في ذلك 6 من جنين) منذ كثفت إسرائيل نشاطها في جميع أنحاء الضفة الغربية بعد أربع هجمات. في إسرائيل أسفرت عن مقتل 14 شخصا، بينهم ثلاثة من ضباط الشرطة.[58]

### 29 أبريل
ووقعت اشتباكات جديدة في المسجد الأقصى في الجمعة الأخيرة من شهر رمضان. وأصيب 42 فلسطينيا.
مقتل حارس أمن إسرائيلي يبلغ من العمر 23 عاما في إطلاق نار من سيارة مارة في مستوطنة أرييل الإسرائيلية على يد مهاجمين فلسطينيين. وقد أعلنت كل من كتائب شهداء الأقصى (فتح) وحماس (كتائب القسام) مسؤوليتها عن الهجوم الإرهابي.

### 30 أبريل
استشهاد شاب فلسطيني يبلغ من العمر 27 عامًا برصاص قوات الاحتلال بالقرب من بلدة عزون. وقال متحدث باسم الجيش لوكالة فرانس برس إن العملية مرتبطة بمطاردة مهاجمي أرييل.

## مايو

### 4 مايو
اعتبر حكم المحكمة العليا الإسرائيلية أن ثماني قرى فلسطينية في مسافر يطا غير قانونية في منطقة إطلاق النار 918 من قبل سكان يقيمون بشكل غير دائم والذين استخدموا الأرض لأغراض موسمية مثل الزراعة والرعي. مما يمهد الطريق لإخلاء حوالي 1000 فلسطيني من الأرض. وقال مايكل سفارد، محامي حقوق الإنسان الدولي الإسرائيلي، إن القضاة رفضوا الادعاء بأن "حظر النقل القسري المنصوص عليه في القانون الدولي عرفي وملزم"، ووصفه بدلا من ذلك بأنه "قاعدة معاهدة" غير قابلة للتنفيذ في محكمة محلية. أعربت جماعات حقوق الإنسان والأمم المتحدة والعديد من الدول عن قلقها و/أو أدانت القرار

### 5 مايو
- في يوم هعتموت (يوم الاستقلال)، قُتل ثلاثة إسرائيليين على يد مهاجمين فلسطينيين من رمانة في هجوم إرهابي بفأس في حديقة في إلعاد.[69][70] وشنت قوات الأمن الإسرائيلية عملية مطاردة للقبض على المشتبه بهم، الذين لاذوا بالفرار بالسيارة.[71] تم القبض عليهم بعد ثلاثة أيام في منطقة حرجية بالقرب من إلعاد.[72] وتوفي ضحية رابعة، وهو رجل يبلغ من العمر 75 عامًا، متأثرًا بجراحه في فبراير 2023، بعد ثمانية أشهر من الهجوم.[73]

### 8 مايو
- أصيب ضابط شرطة واحد على الأقل بجروح متوسطة في عملية طعن بالقرب من باب العامود. وقع الهجوم مباشرة بعد أن أوقفه الضباط خارج المنزل بعد أن أثار شكوكهم. وتم إطلاق النار على المهاجم، وهو شاب فلسطيني يبلغ من العمر 19 عامًا من رام الله، وتم إخضاعه.[74]

- قُتل رجل فلسطيني برصاص قوات الاحتلال، التي قالت إن الجنود "رصدوا مشتبهًا به حاول عبور السياج الأمني بشكل غير قانوني" بالقرب من مدينة طولكرم شمال الضفة الغربية وأطلقوا النار عليه "وفقًا لقواعد الاشتباك". وكان المواطن من قطاع غزة قد دخل إسرائيل عام 2019 ولم يعد أبدًا.[75][76]

- قُتل فتى فلسطيني يبلغ من العمر 17 عامًا مسلحًا بسكين بالرصاص بعد أن تسلل إلى مستوطنة تقوع في غوش عتصيون بالضفة الغربية. وقد رصده أحد سكان المستوطنة، والذي كان أيضًا عضوًا مدنيًا في فريقها الأمني، بعد أن تخطى السياج الأمني واقترب من منزل المستوطن. تم إطلاق النار عليه من مسافة قريبة ببندقية إم 16 بعد مواجهة قصيرة. وكان الدخيل من قرية حرملة المجاورة للمستوطنة. وعلى الرغم من أنه كان عضوا في حماس، إلا أن الهجوم لم يصدر بأمر من الجماعة.[77][78]

### 9 مايو
نشرت وزارة الصحة الفلسطينية أسماء 50 فلسطينيا استشهدوا منذ بداية عام 2022، 49 من الضفة الغربية وواحد من قطاع غزة.

### 10 مايو
هدمت السلطات الإسرائيلية مبنى مكونًا من ثلاثة طوابق في سلوان بحجة عدم حصول أصحابه على تصاريح. وقد إخلاء 35 شخصا، معظمهم من الأطفال. وكثيرا ما تنفذ إسرائيل عمليات الهدم هذه لهذا السبب، ولكن وفقا لدراسة أجرتها الأمم المتحدة، فإن الحصول على التصاريح "يكاد يكون مستحيلا". وهدم ما يقرب من 40 مبنى في القدس الشرقية في عام 2022، مما أدى إلى تهجير حوالي 100 شخص، وفقا لمكتب الأمم المتحدة لتنسيق الشؤون الإنسانية.

### 11 مايو
مقتل شيرين أبو عاقلة، مراسلة قناة الجزيرة المخضرمة، بالرصاص خلال مواجهات بين القوات الإسرائيلية وفلسطينيين في جنين. واتهمت الجزيرة إسرائيل باستهدافها عمدا. ونفت إسرائيل مسؤوليتها وأشارت إلى أن إطلاق النار الفلسطيني هو المسؤول. ودعا سفير الولايات المتحدة لدى إسرائيل، توم نايدز، إلى إجراء تحقيق كامل.
قتل شاب فلسطيني يبلغ من العمر 18 عاما بالقرب من رام الله على يد قوات الاحتلال، التي قالت إنها ردت على رشق الحجارة بالرصاص المطاطي. وقالت مصادر أمنية فلسطينية إن الجنود استخدموا الذخيرة الحية.

### 12 مايو
منحت إسرائيل موافقتها النهائية على بناء 2,791 وحدة سكنية في المستوطنات غير القانونية، وخططت مسبقاً لبناء 1,636 وحدة سكنية، ورخصت بأثر رجعي لبناء موقعين استيطانيين إسرائيليين. هذه الخطوة، التي أدانتها الولايات المتحدة سابقًا، أدانتها أيضًا الأمم المتحدة والاتحاد الأوروبي.

### 13 مايو
وقالت وزارة الصحة الفلسطينية إن فلسطينيا استشهد في غارة إسرائيلية على مخيم جنين. ووفقا لصحيفة جيروزاليم بوست، نقلا عن وسائل إعلام فلسطينية، فإن الفلسطيني البالغ من العمر 28 عاما كان عضوا في حركة الجهاد الإسلامي في فلسطين وورد أنه قُتل في تبادل لإطلاق النار. كما قُتل أيضا فتى يبلغ من العمر 14 عاما من برقين.

### 15 مايو
تعرض رجل إسرائيلي يبلغ من العمر 43 عامًا لهجوم من قبل فلسطينيين في حي العيسوية بالقدس الشرقية.

### 16 مايو
في ساعات الصباح الباكر، اعتقلت الشرطة الإسرائيلية شابا فلسطينيًا يبلغ من العمر 22 عامًا من مدينة البيرة، كان يحمل فأسا ويحمل رسالة انتحارية تفيد بأنه كان ينوي تنفيذ هجوم في الضفة الغربية.
- أقيمت جنازة وليد الشريف، الذي أصيب برصاصة مطاطية أطلقتها القوات الإسرائيلية بالقرب من المسجد الأقصى في 22 أبريل/نيسان وتوفي متأثرا بجراحه في 14 مايو/أيار، أعمال عنف في القدس. وقالت الشرطة إن هناك "اضطرابات عنيفة" في المقبرة وتعرض ضباطها للهجوم. وأصيب شقيق المتوفى بكسر في الجمجمة جراء إصابته رصاصة مغلفة بالمطاط أثناء الجنازة واتهمت الأسرة الشرطة باستخدام القوة المفرطة.[96]

### 20 مايو
بدأت عمليات الهدم والإخلاء في ثماني قرى فلسطينية في مسافر يطا في أعقاب حكم المحكمة العليا الإسرائيلية الصادر في 4 أيار/مايو.

### 21 مايو
استشهاد شاب فلسطيني يبلغ من العمر 17 عاما من حركة الجهاد الإسلامي الفلسطينية بالرصاص في كفر دان بالقرب من جنين عندما شارك في قتال مع القوات الإسرائيلية أثناء مداهمة. وأصيب فلسطيني آخر يبلغ من العمر 18 عاما بجروح خطيرة في نفس المواجهة.

### 22 مايو
أعلن عضو البرلمان الأوروبي مانو بينيدا، رئيس وفد البرلمان للعلاقات مع فلسطين، على تويتر أن إسرائيل رفضت دخوله ومجموعته من المشرعين الأوروبيين. وردت رئيسة البرلمان الأوروبي روبرتا ميتسولا قائلة إنها تأسف للقرار وستثير الأمر مع السلطات المختصة.

### 25 مايو
استشهاد شاب فلسطيني يبلغ من العمر 16 عاما برصاص القوات الإسرائيلية خلال اشتباكات بالقرب من قبر يوسف في نابلس. وأصيب 88 فلسطينيا.

### 27 مايو
- استشهاد شاب فلسطيني يبلغ من العمر 15 عاما برصاص قوات الاحتلال التي استخدمت الذخيرة الحية ردًا على إلقاء الحجارة والقنابل الحارقة على قرية الخضر بالقرب من بيت لحم.[106] وقالت بعثة الاتحاد الأوروبي لدى الفلسطينيين إنه في مايو/أيار 2022 "توفي خمسة أطفال فلسطينيين نتيجة الاستخدام المستمر غير المتناسب للقوة المميتة من قبل القوات الإسرائيلية، ليصل العدد الإجمالي في عام 2022 إلى 13".[107] طبقًا لمنظمة بتسيلم لحقوق الإنسان، فإن سياسة إطلاق النار التي تتبعها القوات الإسرائيلية، "والسماح باستخدام الذخيرة الحية للرد حتى على الحوادث الأمنية البسيطة مثل إلقاء الحجارة المعزولة"، أدت إلى مقتل عدة أشخاص، من بينهم مراهقين فلسطينيين في فبراير من هذا العام.[108]

### 29 مايو
- أدت مسيرة "يوم القدس" السنوية ورقصة الأعلام إلى أعمال عنف وعنصرية مناهضة للفلسطينيين قبل أن تنتهي بما وصف بأنه "بطريقة هادئة نسبيا". وأصيب 81 فلسطينيا، وقالت الشرطة الإسرائيلية إن 5 من عناصرها أصيبوا بجروح طفيفة.[109][110][111][112]

## يونيو
استشهاد امرأة فلسطينية تبلغ من العمر 31 عاما برصاص قوات الاحتلال، بزعم أنها اقتربت من جندي وبيدها سكين في مخيم العروب. وقال شهود عيان فلسطينيون إنه لم يكن هناك هجوم، وأظهرت لقطات فيديو عدم وجود سلاح بحوزتها.
- استشهد شاب فلسطيني يبلغ من العمر 24 عاما برصاص قوات الاحتلال في يعبد، جنوب غرب جنين، والتي تشن إسرائيل حولها غارات شبه يومية. وصلت قوات الاحتلال، بما في ذلك 30 مركبة عسكرية وجرافات، لهدم منزل ضياء حمارشة، الذي قتل خمسة أشخاص في بني براك في مارس/آذار، مما أدى إلى اشتباكات بالأسلحة النارية مع الجيش تقول روايات متضاربة إن آخرين أصيبوا فيها بالرصاص وهم في حالة حرجة. وجاء في بيان للجيش أن "المئات من مثيري الشغب رشقوا الحجارة وأشعلوا الإطارات وألقوا زجاجات حارقة ومتفجرات على القوات".[116][117][118] توفي فلسطيني يبلغ من العمر 37 عاما برصاص القوات الإسرائيلية متأثرًا بجراحه[119]

### 2 يونيو
وبحسب وزارة الصحة الفلسطينية، قتلت قوات الاحتلال الإسرائيلي شابا فلسطينيا يبلغ من العمر 19 عاما خلال مواجهات في جنين. واعتقلت القوات الإسرائيلية أيضًا ابن عم مقاتل فلسطيني متوفى قُتل خلال مداهمة يوم 28 سبتمبر/أيلول.
بحسب وزارة الصحة الفلسطينية، استشهد شاب فلسطيني يبلغ من العمر 29 عاما خلال مداهمة لقوات الاحتلال في مخيم الدهيشة قرب بيت لحم.

### 3 يونيو
- في أعقاب تصويت أولي في الكنيست الإسرائيلي لحظر عرض أعلام العدو في المؤسسات التي تمولها الدولة، بما في ذلك علم فلسطين، ردا على ذلك، قامت منظمة غير حكومية إسرائيلية بدفع أموال مقابل رفع أعلام فلسطينية وإسرائيلية ضخمة في مبنى بورصة الماس الإسرائيلية. تُظهر القصص الإخبارية البارزة الأخيرة احتمال حدوث توتر حول الأعلام الفلسطينية. اعتدت الشرطة الإسرائيلية على حاملي النعش الملفوف بالعلم الفلسطيني، لصحفية الجزيرة شيرين أبو عاقلة، التي قُتلت بالرصاص أثناء تغطيتها غارة للجيش الإسرائيلي في مخيم جنين في 11 مايو/أيار. وفي جنازتها، أخذ الضباط الإسرائيليون الأعلام الفلسطينية من المشيعين وحطموا نافذة النعش لإزالة العلم الفلسطيني. وتم تصوير جنود إسرائيليين وهم يزيلون الأعلام الفلسطينية ويحمون المستوطنين اليهود وهم يفعلون الشيء نفسه في حوارة الخاضعة لإدارة السلطة الفلسطينية. هلل الفلسطينيون لطائرة بدون طيار ترفع العلم الفلسطيني فوق باب العامود ردا على التلويح بالعلم الإسرائيلي خلال مسيرة يوم العلم الوطني في القدس.[123][124]

### 6 يونيو
- فشل تصويت الكنيست على تمديد تصريح الطوارئ الذي يطبق القانون الإسرائيلي على المستوطنين في الضفة الغربية لمدة خمس سنوات إضافية اعتبارا من 30 يونيو/حزيران 2022، مما يزيد من عدم اليقين بشأن المدة التي يمكن أن يستمر فيها الائتلاف الحاكم.[125][126]

### 7 يونيو
زار رؤساء بعثات الاتحاد الأوروبي والدول المماثلة منطقة وادي قدوم في سلوان، وأكدت نائبة ممثل الاتحاد الأوروبي ماريا فيلاسكو من جديد أن "استمرار ممارسة عمليات الهدم والإخلاء في القدس الشرقية المحتلة يشكل انتهاكا للقانون الدولي الإنساني ويجب أن يتوقف". وفي عام 2022، نفذ الاحتلال 75 عملية هدم في القدس الشرقية وحدها على أساس عدم وجود تصريح بناء.

### 9 يونيو
- قُتل شاب فلسطيني يبلغ من العمر 27 عاما برصاص القوات الإسرائيلية التي داهمت حلحول قبل ثلاث ساعات. وتقوم القوات الإسرائيلية بشكل روتيني بمثل هذه الغارات التي تؤدي في كثير من الأحيان إلى مقتل أو إصابة الفلسطينيين. وفي عام 2022، قتلت القوات الإسرائيلية ما لا يقل عن 62 فلسطينيًا في الضفة الغربية، وفقًا لوزارة الصحة.[130] وبحسب راديو الجيش الإسرائيلي، وقع الحادث عندما ألقى مثيرو الشغب الحجارة والزجاجات الحارقة على الجنود الإسرائيليين.[131]

- وبحسب موقع أكسيوس، نقلاً عن مسؤولين أمريكيين وإسرائيليين حاليين وسابقين، أثارت إدارة بايدن في الأشهر الأخيرة إمكانية عقد اجتماع في البيت الأبيض بين كبار المسؤولين الإسرائيليين والفلسطينيين مع إبداء إسرائيل تحفظاتها. وقال مسؤولون إسرائيليون إنه في اجتماع الأسبوع الماضي مع مستشار الأمن القومي الإسرائيلي إيال هولاتا، اقترحت نائبة وزير الخارجية ويندي شيرمان عقد قمة خماسية بين إسرائيل والسلطة الفلسطينية والولايات المتحدة ومصر والأردن. وبحسب المسؤولين الإسرائيليين، فقد رفض الاقتراح، وقالوا إنهم لا يفهمون سبب الضغط على الأمر عندما كانت فرصة التوصل إلى نتيجة ناجحة منخفضة. وقالت وزارة الخارجية: "ليس لدينا ما نعلنه".[132][133]

### 14 يونيو
- قالت مفوضة الاتحاد الأوروبي أورسولا فون دير لاين، خلال لقاء مع رئيس الوزراء الفلسطيني محمد اشتية في رام الله، إنه تمت الموافقة على تحويل المساعدات الاقتصادية المجمدة لعام 2021، وأنه سيتم صرف مبلغ سنوي قدره 600 مليون يورو "بسرعة". ولم يربط الاتحاد الأوروبي المساعدات بأي تغيير في الكتب المدرسية الفلسطينية، متراجعا عن قرار سابق بتأخير المساعدات حتى إزالة التحريض المزعوم من الكتب.[134] وقد أيدت 26 دولة من دول الاتحاد الأوروبي اقتراحًا بإلغاء الشروط، وكانت المجر هي الرافض الوحيد. وحظر المفوض المجري أوليفر فارهيلي التمويل في عام 2021، مطالبا بإجراء تغييرات في محتوى الكتب المدرسية، التي قالت بعض الجماعات المؤيدة لإسرائيل إنها تحتوي على محتوى معاد للسامية.[135]

### 17 يونيو
قتلت قوات الاحتلال ثلاثة مسلحين فلسطينيين في جنين، بعد أن أطلقوا النار عليها. وكان الفلسطينيان اللذان نفذا الهجمات الأخيرة جاءا من جنين، وتنفذ إسرائيل غارات شبه يومية في أعقاب مقتل سبعة عشر إسرائيليا واثنين من الأوكرانيين على يد فلسطينيين. وبحسب وزارة الصحة الفلسطينية، قتلت القوات الإسرائيلية أكثر من 60 فلسطينيا خلال هذه السنة.

### 18 يونيو
إطلاق صاروخ من غزة على عسقلان في الساعات الأولى من الصباح. وتم اعتراض الصاروخ، ورد الجيش الإسرائيلي لاحقا بغارات جوية. وكسر إطلاق الصاروخ تهدئة استمرت شهرين بين غزة وإسرائيل.

### 19 يونيو
- وقالت القوات الإسرائيلية إنها قتلت رجلاً فلسطينياً كان يحاول إلحاق الضرر بالجدار العازل الإسرائيلي في الضفة الغربية بالقرب من قلقيلية .[141] وقال الجيش الإسرائيلي إن "المشتبه به ألحق أضرارا بالسياج الأمني... في محاولة للعبور إلى الأراضي الإسرائيلية. أطلق الجنود النار. وتم التعرف على الإصابة"، ورفض الجيش الإسرائيلي تحديد ما إذا كان الضحية مسلحا.[142] وكان الضحية مواطن 53 عاماً من سكان مدينة نابلس.[143] ووصفت وزارة الخارجية الفلسطينية عملية القتل بأنها "إعدام ميداني". وفي كل أسبوع، يعبر آلاف الفلسطينيين السياج بشكل غير قانوني لتجنب نقاط التفتيش.[144][145]

### 21 يونيو
- بحسب وفا قالت وزارة الصحة في بيان لها، إن شابا فلسطينيا (27 عاما) استشهد طعنا في اسكاكا على يد مستوطن إسرائيلي.[146][147] بحسب صحيفة جيروزاليم بوست، قالت الشرطة الإسرائيلية إنها تحقق في شجار بين فلسطينيين وإسرائيليين بالقرب من آرييل وأن هوية المهاجم غير واضحة.[148] ونقلت الجزيرة عن يش دين، التي قالت في بيان لها، إن عملية الطعن وقعت على ممتلكات فلسطينية خاصة، "وصل المستوطنون إلى مكان الحادث وحاولوا نصب خيمة، ووقعت اشتباكات وغادر المستوطنون المكان، وبعد ذلك مباشرة وصل جنود إلى مكان الحادث، و وبعد ذلك عاد المستوطنون"، واندلع شجار، "أخرج خلاله أحد المستوطنين سكينًا وطعن الشاب حتى الموت" [149] وفقًا لصحيفة التايمز أوف إسرائيل، انضم الشاباك إلى الشرطة للتحقيق في حادث الطعن وحصل على كمامة. أمر بتفاصيل التحقيق، بما في ذلك أسماء المشتبه بهم[150][151][152] وقال شاهد العيان نعيم حرب، عم الضحية، للعربي الجديد، إنه تم اعتقاله واثنين من أفراد أسرته في 27 يونيو/حزيران، وتم استجوابه حول أقواله التي أدلى بها للشرطة في ذلك الوقت والتي قال فيها إن جنودا إسرائيليين كانوا حاضرين وقت وقوع عملية الطعن، الموقف الذي احتفظ به أثناء الاستجواب.[153]

- وفي أغسطس/آب، أصدر المدعي العام الإسرائيلي بياناً قال فيه: "بعد مراجعة الأدلة في القضية، بما في ذلك أقوال المتورطين في الحادث... تم اتخاذ القرار بإغلاق القضية لأنه لا يمكن استبعاد ادعاء الدفاع عن النفس". بحسب منظمة ييش دين، منذ عام 2005، تم إغلاق 92% من قضايا عنف المستوطنين دون توجيه لائحة اتهام، و3% فقط من القضايا أدت إلى إدانات في نفس الفترة.[154]

### 25 يونيو
- أطلقت القوات الإسرائيلية النار على شاب فلسطيني يبلغ من العمر 16 عامًا في 24 يونيو/حزيران بالقرب من سلواد، وتوفي لاحقًا متأثرًا بجراحه أثناء احتجازه.[155] وقالت القوات الإسرائيلية لوكالة فرانس برس إن عشرات الفلسطينيين تجمعوا بالقرب من سلواد وأن "عددا من المشتبه بهم قاموا بإلقاء الحجارة" على السيارات المارة، "معرضين المدنيين للخطر". وتم استخدام الذخيرة الحية كملاذ أخير.[156] وقالت قناة إي بي سي الإخبارية عبر وكالة أسوشييتد برس إن "... الجنود فتحوا النار على الفلسطينيين الذين كانوا يرشقونها بالحجارة، وفقًا لمسؤولين إسرائيليين وفلسطينيين".[157]

### 29 يونيو
وقتلت القوات الإسرائيلية بالرصاص فلسطينيا يبلغ من العمر 25 عاما من حركة الجهاد الإسلامي خلال مداهمة في جنين.

### 30 يونيو
- أطلق مسلحون فلسطينيون النار على المصلين اليهود عند قبر يوسف، مما أدى إلى اندلاع معركة بالأسلحة النارية أصيب فيها 17 فلسطينيًا ومدنيان إسرائيليان وقائد جيش الاحتلال الإسرائيلي. وأعلنت حركة الجهاد الإسلامي في فلسطين مسؤوليتها عن الهجوم قائلة إنه جاء انتقاما لمقتل أحد نشطاء جماعتها في اليوم السابق في جنين.[160][161]

## يوليو

### 2 يوليو
أصدر مكتب الأمم المتحدة لتنسيق الشؤون الإنسانية تقرير حماية المدنيين الذي يغطي الفترة من 13 إلى 26 سبتمبر 2022. خلال الفترة التي شملها التقرير، قُتل 6 فلسطينيين (123 عامًا حتى الآن) على يد القوات الإسرائيلية، وقُتل إسرائيلي واحد (12 عامًا حتى الآن) على يد الفلسطينيين. ونفذت إسرائيل 120 عملية تفتيش واعتقال عسكرية في الضفة الغربية، وتم هدم 47 مبنى يملكه فلسطينيون. 
- وقالت مفوضية الأمم المتحدة السامية لحقوق الإنسان، في بيان لها، إن عدد الفلسطينيين الذين قتلوا على يد قوات الأمن الإسرائيلية في الضفة الغربية والقدس الشرقية ارتفع بنسبة 46% في النصف الأول من عام 2022، مقارنة بالعام السابق. "في عدد من الحوادث، يبدو أن القوات الإسرائيلية استخدمت القوة المميتة كملاذ أول وليس كملاذ أخير لمواجهة التهديد المزعوم"، و"لا يزال انعدام المساءلة عن هذه الانتهاكات منتشرًا. كما يسمح هذا الإفلات من العقاب بارتكاب المزيد من الانتهاكات". وقال تقرير الأمم المتحدة. وأقر التقرير بالوضع الأمني المعقد الذي قتل فيه الفلسطينيون 18 شخصا في سلسلة من أربع هجمات داخل إسرائيل بين مارس/آذار ومايو/أيار.[163][164][165]

### 3 يوليو
- توفي شاب فلسطيني يبلغ من العمر 17 عامًا متأثرًا بجراحه التي أصيب بها خلال غارة شنها جيش الاحتلال الإسرائيلي على قرية جبع في محافظة جنين في اليوم السابق. وقالت قوات الاحتلال إن القتيل ألقى زجاجة حارقة باتجاه الجنود.[166][167][168]

### 4 يوليو
- قالت عائلة أحد سكان غزة البالغ من العمر 32 عامًا إنه تعرض للاعتداء وتوفي لاحقًا بعد أن تم القبض عليه هو وفلسطينيين آخرين بعد محاولتهم عبور الجدار بالقرب من طولكرم في الضفة الغربية. وقالت القوات الإسرائيلية لموقع ميدل إيست آي إنها "ليست على علم بأي حدث من هذا القبيل يتعلق بتورط جنود من الجيش الإسرائيلي". [169] [170]

### 6 يوليو
- أطلقت قوات الاحتلال الإسرائيلي النار خلال مواجهات مع شاب فلسطيني (20 عاما) في جبع، جنوب جنين. وقال الجيش الإسرائيلي إن "القوة قدمت العلاج الطبي للمشتبه به، لكنها أعلنت وفاته فيما بعد".[171][172][173] وكان القتيل مشتبها بالإرهاب، وقال الجيش الإسرائيلي إنه أصيب بالرصاص أثناء محاولته الهرب أثناء اعتقاله.[174]

- التقى رئيس السلطة الفلسطينية محمود عباس وإسماعيل هنية زعيم حماس علانية في الجزائر للمرة الأولى منذ أكثر من خمس سنوات. وفي الآونة الأخيرة، عززت الجزائر المصالحة بين الفلسطينيين.[175]

### 7 يوليو
- توصلت دراسة IMPACT-se إلى أن المواد الدراسية للأونروا لا تزال تحتوي على معاداة السامية والتحريض على العنف ومحو إسرائيل من الخرائط.[176][177]

- في 15 يوليو، أعلنت الأونروا نتائج المراجعة في أعقاب الادعاءات الواردة في تقرير IMPACT-se.[178] وخلصت مراجعة الوكالة إلى "أن مواد التعلم الذاتي المذكورة في التقرير غير مصرح باستخدامها في أي مدرسة تابعة للأونروا". وقالت الوكالة أيضًا إن "IMPACT-se هي منظمة معروفة بالفعل بمحاولاتها المثيرة السابقة لنزع الشرعية عن عمل الوكالة. وذكّرت Stenseth شركاء [الوكالة] بأن التقرير الأخير لهذه المنظمة كان متسقًا مع أعمالها المثيرة الأخرى، والتي تتميز بالقوة الأكاديمية لعام 2021". المراجعة التي أجراها معهد جورج إيكارت نيابة عن المفوضية الأوروبية على أنها "اتسمت بالاستنتاجات العامة والمبالغ فيها القائمة على أوجه القصور المنهجية". [179]

### 11 يوليو
- صدر تقرير الأمم المتحدة السنوي عن الأطفال والصراعات المسلحة. وتعليقًا على إسرائيل، كتب الأمين العام أنطونيو غوتيريش "إذا تكرر الوضع في عام 2022، دون تحسن ملموس، فيجب إدراج إسرائيل في القائمة". وفي عام 2021، قال التقرير إن "قوات الأمن الإسرائيلية قتلت 78 طفلا فلسطينيا، وشوهت 982 آخرين، واعتقلت 637 طفلا فلسطينيا".[180][181]

### 16 يوليو
- شن جيش الاحتلال غارات على ما زعمت مصادر إسرائيلية أنه منشأة تابعة لحماس في مخيم المغازي وسط غزة ردا على إطلاق أربعة صواريخ على إسرائيل. وتم اعتراض صاروخ واحد وسقطت الثلاثة الأخرى في غزة. وذكرت التقارير الإسرائيلية أن الصواريخ جاءت ردا على قيام الجيش الإسرائيلي بقتل أحد أعضاء حركة الجهاد الإسلامي في جنين في 3 نوفمبر/تشرين الثاني.[182][183]

### 17 يوليو
- إقتل شاب فلسطيني يبلغ من العمر 17 عامًا ضابط شرطة إسرائيليًا كان يحرس حاجز طريق في سيارة يشتبه أنها صدمت على الطريق السريع رقم 4 بالقرب من رعنانا . وبعد انتقادات بشأن تقييد قواعد إطلاق النار، أوضح مفوض الشرطة الإسرائيلية أنه يُسمح للضباط بإطلاق النار على من يعرضهم للخطر.[184][185][186]

### 22 يوليو
أصدر مكتب الأمم المتحدة لتنسيق الشؤون الإنسانية تقرير حماية المدنيين الذي يغطي الفترة من 27 سبتمبر إلى 10 أكتوبر 2022. خلال الفترة التي شملها التقرير، قُتل 13 فلسطينيًا (136 عامًا حتى الآن) على يد القوات الإسرائيلية، وقُتل إسرائيلي واحد (13 عامًا حتى الآن) على يد الفلسطينيين. وقُتل خمسة فلسطينيين آخرين وإسرائيلي واحد في الفترة ما بين 11 و15 تشرين الأول/أكتوبر، خارج الفترة التي يغطيها التقرير. ونفذت إسرائيل 145 عملية تفتيش واعتقال عسكرية في الضفة الغربية، وتم هدم 27 مبنى يملكه فلسطينيون. 

### 24 يوليو
- قالت وزارة الصحة الفلسطينية إن ثلاثة فلسطينيين استشهدوا وأصيب 40 آخرون خلال توغل قوات الاحتلال الإسرائيلي في مدينة نابلس. ومن بين القتلى إبراهيم النابلسي، 18 عاما، وهو قائد كبير في كتائب شهداء الأقصى، ومسلح آخر وفتى يبلغ من العمر 16 عاما.[188][189][190] وفي وقت لاحق، توفي شاب فلسطيني يبلغ من العمر 25 عامًا، في 23 أغسطس، متأثرًا بجراحه التي أصيب بها خلال الاشتباك.[191][192]

### 26 يوليو
- قالت وزارة الصحة الفلسطينية إن فلسطينيا يبلغ من العمر 60 عاما أصيب برصاص جنود الاحتلال الإسرائيلي على حاجز حوارة جنوب نابلس، توفي متأثرا بجراحه يوم 29 يوليو/تموز الماضي.[193] وقال رئيس بلدية حوارة إن الضحية كان "معاقاً ذهنياً". وبحسب القوات الإسرائيلية، "رصد الجنود مشتبهًا به يقترب منهم في موقع عسكري"، وأطلقوا طلقة تحذيرية بعد "عدم تلقي أي رد"، ثم "واصل المشتبه به الاقتراب من الجنود الذين ردوا بإطلاق النار تجاهه. وتم التعرف على الإصابة".[194]

### 28 يوليو
- قالت وزارة الصحة الفلسطينية وشهود إن فتى فلسطينيا يبلغ من العمر 16 عاما قتل برصاص القوات الإسرائيلية في المغير برام الله خلال احتجاج للفلسطينيين ضد عنف المستوطنين. وقالت القوات الإسرائيلية إن الجيش رد بعد أن أحرق فلسطينيون الإطارات وألقوا الحجارة وأن الجيش "عمل على استعادة النظام" بعد "اندلاع اشتباكات بين الفلسطينيين والمستوطنين، والتي تضمنت رشق الحجارة على بعضهم البعض". [195] [196]

## أغسطس

### 1 أغسطس
- قُتل شاب فلسطيني يبلغ من العمر 17 عامًا واعتقل الجيش الإسرائيلي القيادي البارز في حركة الجهاد الإسلامي الفلسطينية في الضفة الغربية بسام السعدي بعد معركة بالأسلحة النارية عندما داهم مخيم جنين.[197][198][199]

### 4 أغسطس
وبحسب بيان، قال القيادي في حماس إسماعيل هنية، خلال اتصال هاتفي مع تور وينيسلاند، منسق الأمم المتحدة الخاص لعملية السلام في الشرق الأوسط، إن تهديدات وزير الدفاع الإسرائيلي بيني غانتس ضد قطاع غزة غير مقبولة.

### 5 أغسطس
- ورد أن تور وينيسلاند، المنسق الخاص للأمم المتحدة لعملية السلام في الشرق الأوسط، زار منزل زعيم الجهاد الإسلامي الفلسطيني المعتقل باسم السعدي في جنين والتقى بأفراد عائلته كجزء من الجهود المبذولة لمنع التصعيد بين إسرائيل والجهاد الإسلامي في فلسطين.[201]

- وأدت الغارات الجوية الإسرائيلية على غزة إلى مقتل عشرة فلسطينيين على الأقل، من بينهم خمسة أطفال، وإصابة 55 آخرين، بحسب وزارة الصحة في غزة. وقالت إسرائيل إنها تستهدف حركة الجهاد الإسلامي المسلحة[202] ردًا على التهديدات التي وجهتها الجماعة عقب اعتقال إسرائيل للسعدي في وقت سابق من الأسبوع.[203] وقالت حركة الجهاد الإسلامي إن تيسير الجعبري، قائد سرايا القدس، استشهد في غارة جوية على شقة في برج فلسطين.[204][205]

أصدر مكتب الأمم المتحدة لتنسيق الشؤون الإنسانية تقرير حماية المدنيين الذي يغطي الفترة من 11 إلى 24 أكتوبر 2022. خلال الفترة التي شملها التقرير، قُتل 8 فلسطينيين (144 عامًا حتى الآن) على يد القوات الإسرائيلية، وقُتل إسرائيلي واحد (14 عامًا حتى الآن) على يد الفلسطينيين. وقُتل 10 فلسطينيين آخرين وإسرائيلي واحد في الفترة ما بين 25 و30 تشرين الأول/أكتوبر، خارج الفترة المشمولة بالتقرير. نُفذت 157 عملية تفتيش واعتقال عسكرية إسرائيلية في الضفة الغربية، وتم هدم 6 مبانٍ يملكها فلسطينيون. 

### 9 أغسطس
- قالت وزارة الصحة الفلسطينية إن فلسطينيين، 25 و28 عاما، وأعضاء في كتائب شهداء الأقصى، قتلوا خلال غارة إسرائيلية على نابلس.[207] في 23 نوفمبر، توفي شاب آخر يبلغ من العمر 25 عامًا متأثرًا بجراحه التي أصيب بها خلال الاشتباك.[208]

- وخلال مواجهات اندلعت في أنحاء الضفة الغربية عقب مقتل النابلسي في وقت سابق في نابلس، قتلت القوات الإسرائيلية شابا فلسطينيا يبلغ من العمر 17 عاما في الخليل، وفقا لوزارة الصحة.[209][210]

### 14 أغسطس
- نفذ مواطن إسرائيلي يبلغ من العمر 26 عامًا ومقيم فلسطيني في القدس الشرقية هجوم إطلاق نار في القدس على حافلة تقل مصلين يهود بالقرب من الحائط الغربي، مما أدى إلى إصابة 8 أشخاص، من بينهم امرأة حامل وضعت طفلها في حالة طارئة "في حالة خطيرة ولكن حالة مستقرة."[211] سلم المهاجم نفسه بعد ست ساعات.[212][213][214]

### 15 أغسطس
قتلت القوات الإسرائيلية بالرصاص شابا فلسطينيا، 21 عاما، خلال مداهمة منزله في كفر عقب. ونقلت وسائل إعلام إسرائيلية عن الجيش الإسرائيلي قوله إنه أطلق النار ردا على محاولة طعن. وبحسب وفا نقلاً عن عائلة الضحية، لم تكن هناك محاولة طعن، وقالت إن الجنود اعترفوا بأنهم ارتكبوا خطأ وجاءوا إلى المنزل الخطأ.

### 18 أغسطس
اندلعت اشتباكات في نابلس بين الفلسطينيين وجيش الاحتلال الذي كان يحرس المصلين اليهود المسافرين إلى قبر يوسف. قُتل شاب فلسطيني، 18 عاما، وأصيب أكثر من 30 آخرين في نابلس وفقًا للهلال الأحمر الفلسطيني، وقالت القوات الإسرائيلية إن القتيل كان يطلق النار على جنود، وهو ما نفاه الفلسطينيون.
داهمت قوات الأمن الإسرائيلية وأغلقت سبع منظمات فلسطينية لحقوق الإنسان والمجتمع المدني مقرها في الضفة الغربية. والمنظمات، التي تم تصنيف ستة منها على أنها "إرهابية" قبل عام في خطوة تعرضت لانتقادات شديدة، هي مؤسسة الحق، والضمير، والدفاع عن أطفال فلسطين (DCIP)، ومركز بيسان للبحث والتطوير، واتحاد لجان العمل الزراعي، واتحاد لجان العمل الصحي. واتحاد لجان المرأة الفلسطينية. وتمت مصادرة المواد الموجودة في مكاتبهم، وتم إغلاق مداخلهم بألواح معدنية. صرح المتحدث باسم وزارة الخارجية نيد برايس أن الولايات المتحدة كانت قلقة بشأن الغارات، وأدانت الأمم المتحدة والاتحاد الدولي لحقوق الإنسان عمليات الإغلاق.

### 19 أغسطس
- أصيب فلسطيني يبلغ من العمر 58 عاما، برصاص قوات الاحتلال الإسرائيلي خلال مداهمة في طوباس، وتوفي لاحقا متأثرا بجراحه. ولم تتمكن الجزيرة من التحقق من مقطع فيديو يبدو أنه يظهر الضحية "غير مسلح ويحاول دخول متجر قبل إطلاق النار عليه". وقالت قوات الاحتلال في بيان لها، إنه "خلال نشاطها في قرية طوباس، قام عدد من المسلحين بإلقاء الزجاجات الحارقة، وفتحوا النار باتجاه القوات التي ردت بإطلاق النار".[226]

أصدرت الأمم المتحدة ومكتب تنسيق الشؤون الإنسانية تقرير حماية المدنيين الذي يغطي الفترة من 8 إلى 21 نوفمبر 2022. خلال الفترة التي يغطيها التقرير، قتلت القوات الإسرائيلية خمسة فلسطينيين، وقُتل أربعة إسرائيليين على يد فلسطينيين. ونفذت إسرائيل 110 عملية تفتيش واعتقال عسكرية في الضفة الغربية، وهدمت 36 مبنى يملكه فلسطينيون.

## سبتمبر

### 1 سبتمبر
وفقا لوزارة الصحة الفلسطينية، قتلت القوات الإسرائيلية فلسطينيا، 25 عاما، خلال غارة على مخيم بلاطة شرق نابلس.
- واستشهد شاب فلسطيني (26 عاما) بعد وقت قصير من مداهمة بلاطة في أم الشرايط جنوب رام الله والبيرة. وقال الجيش الإسرائيلي إنه نفذ عمليات في البيرة و"صادر أموالا يشتبه في أنها مخصصة للإرهاب".[230][231]

### 2 سبتمبر
أطلقت القوات الإسرائيلية النار على فلسطيني طعن جنديًا إسرائيليًا وأصابه. وقالت وزارة الصحة الفلسطينية إن الفلسطيني، الذي كان يقيم في مخيم الدهيشة قرب بيت لحم، توفي متأثرا بجراحه.

### 3 سبتمبر
أصدر مكتب الأمم المتحدة لتنسيق الشؤون الإنسانية تقرير حماية المدنيين الذي يغطي الفترة من 22 نوفمبر إلى 5 ديسمبر 2022. خلال الفترة التي يغطيها التقرير، قُتل 13 فلسطينيًا على يد القوات الإسرائيلية، ولم يقتل أي إسرائيلي على يد الفلسطينيين. وقُتل ستة فلسطينيين آخرين، من بينهم طفلان، خارج الفترة التي يغطيها التقرير في الفترة ما بين 7 و11 كانون الأول/ديسمبر. ونفذت إسرائيل 118 عملية تفتيش واعتقال عسكرية في الضفة الغربية، وتم هدم 60 مبنى يملكه فلسطينيون. 

### 4 سبتمبر
- أطلق مسلحان فلسطينيان على الأقل النار على حافلة تقل جنودا إسرائيليين في غور الأردن، مما أدى إلى إصابة 7 جنود (اثنان بجراح متوسطة، من بينهم سائق الحافلة المدني). ورد الجنود بإطلاق النار، وتم اعتقال اثنين من المشتبه بهم، وكلاهما مصابان بحروق شديدة بعد أن اشتعلت النيران في سيارتهما. وتمكن مشتبه به ثالث من الفرار.[236]

وفي وقت لاحق، في 14 تشرين الأول/أكتوبر، توفي أحدهم، وهو فلسطيني يبلغ من العمر 17 عاما من مخيم جنين، متأثرًا بجراحه.

### 5 سبتمبر
- أصيب أربعة جنود إسرائيليين بجروح طفيفة بعد أن ألقيت عليهم عبوة ناسفة بالقرب من حلميش. وبدأت عملية مطاردة وأغلق مدخل بلدة النبي صالح القريبة.[238]

قامت القوات الإسرائيلية بقتل فلسطيني في 19 عاما خلال غارة بالقرب من جنين. وقالت القوات الإسرائيلية "..رمي المضربون صخور وأجهزة متفجرة وكوكتيلات مولوتوف على القوات وسمعت أصوات إطلاق النار في المنطقة...رد الجنود بإطلاق نار مباشر، تم تحديد الضربات". 

### 6 سبتمبر
دخلت عشرات من سيارات الجيب العسكرية الإسرائيلية إلى مدينة جنين لتنفيذ عملية هدم عقابية لمنزل رعد حازم الذي قتل ثلاثة أشخاص في هجوم إطلاق نار في تل أبيب في إبريل/نيسان الماضي. قُتل فلسطيني يبلغ من العمر 29 عامًا وأصيب ما لا يقل عن 16 فلسطينيًا آخرين. واستمرت الغارة عدة ساعات، ورشق شبان فلسطينيون الحجارة، واندلعت اشتباكات مسلحة مع مقاتلين فلسطينيين. وقال الجيش الإسرائيلي إن القوات الإسرائيلية تعرضت "لإطلاق نار كثيف".
وفي وقت لاحق، في 11 سبتمبر/أيلول، توفي أحد الجرحى، وهو فلسطيني يبلغ من العمر 24 عاماً، متأثرا بجراحه.

### 7 سبتمبر
وفي أحدث الغارات التي أصبحت يومية في الضفة الغربية، قتلت القوات الإسرائيلية شابا فلسطينيا يبلغ من العمر 20 عاما خلال غارة على مخيم الفارعة بالقرب من طوباس. وقال الجيش إن الفلسطينيين ألقوا عبوة ناسفة وأطلقوا النار على الجنود. وشهد عم الضحية عملية القتل وقال إنه كان "في منطقة مفتوحة ومكشوفة أمام الجنود".
أكد مسؤولون فلسطينيون أن القوات الإسرائيلية أطلقت النار على شاب فلسطيني يبلغ من العمر 17 عامًا وقتلته بالقرب من بيتين. وقال الجيش إنه ضرب جنديا بمطرقة، مما أدى إلى إصابته بجروح طفيفة. 

### 14 سبتمبر
قُتل جندي إسرائيلي وفلسطينيان (22 و23 عامًا) خلال تبادل لإطلاق النار بالقرب من الجدار الأمني شمال جنين. وقال الجيش الإسرائيلي إنه كان ينفذ "إجراء اعتقال مشبوهًا، أطلق خلاله المشتبه بهم النار على المقاتلين" وأن "[رائدًا] قُتل ليلاً أثناء نشاط عملياتي بالقرب من معبر جلبوع أثناء تبادل إطلاق النار". وحددت فتح الفلسطينيين بأنهم أعضاء في كتائب شهداء الأقصى، وأن أحدهم ضابط مخابرات في السلطة الفلسطينية. وقالت كتائب جنين في بيان لها إن الفلسطينيين قتلوا بعد اشتباكات مسلحة عنيفة مع قوات الاحتلال.

### 15 سبتمبر
قتلت قوات الاحتلال الإسرائيلي فتى فلسطينيا (17 عاما) خلال توغلها في كفر دان قرب جنين. وأصابت ثلاثة فلسطينيين آخرين، أحدهم في حالة خطيرة.
أصدر مكتب الأمم المتحدة لتنسيق الشؤون الإنسانية تقرير حماية المدنيين الذي يغطي الفترة من 6 إلى 19 ديسمبر 2022. خلال الفترة التي يغطيها التقرير، قُتل 6 فلسطينيين على يد القوات الإسرائيلية، ولم يقتل أي إسرائيلي على يد الفلسطينيين. ونفذت إسرائيل 144 عملية تفتيش واعتقال عسكرية في الضفة الغربية، وتم هدم 58 مبنى يملكه فلسطينيون. 

### 20 سبتمبر
العثور على رجل فلسطيني من قلقيلية، يشتبه في أنه قتل امرأة إسرائيلية تبلغ من العمر 84 عامًا في حولون، مشنوقا في وسط تل أبيب في اليوم التالي في ما يبدو أنه انتحار. تم تشخيص إصابة الرجل بالفصام.

### 22 سبتمبر
وهاجم فلسطيني يبلغ من العمر 22 عاما من منطقة رام الله أشخاصا بسكين ورذاذ الفلفل بالقرب من مفرق شيلات بالقرب من موديعين ، مما أدى إلى إصابة ثمانية إسرائيليين بجروح طفيفة قبل أن يقتله شرطي خارج الخدمة بالرصاص، وفقا للشرطة الإسرائيلية. ووفقا لوكالة أسوشيتد برس، "لم تكن هناك طريقة للتحقق على الفور من الحساب".  

### 24 سبتمبر
قتلت القوات الإسرائيلية فلسطينيا بزعم أنه حاول دهس بسيارته مجموعة من الجنود كانوا يقومون بدورية بالقرب من نابلس. ووفقا لوكالة أسوشيتد برس، "لم تكن هناك طريقة للتحقق على الفور من الحساب". أفادت وكالة وفا أن الفلسطيني يبلغ من العمر 36 عامًا وهو مدرس وأب لثلاثة أطفال.

### 25 سبتمبر
قتلت القوات الإسرائيلية بالرصاص مسلحا فلسطينيا مشتبها به، وفقا لتقارير إسرائيلية وفلسطينية. وقال الجيش "خلال الليل، خلال نشاط روتيني للجيش الإسرائيلي، رصد جنود الجيش الإسرائيلي مشتبهين مسلحين يقودون سيارة ودراجة نارية متاخمة لمدينة نابلس" و"رد جنود الجيش الإسرائيلي بإطلاق النار على المشتبه بهم المسلحين. وتم تحديد إصابات". وقالت جماعة عرين الأسود إن أحد أفرادها قتل.

### 28 سبتمبر
استشهاد أربعة فلسطينيين وإصابة 44 آخرين في غارات إسرائيلية على مخيم جنين. وقالت كتائب شهداء الأقصى إن ثلاثة من الرجال الذين قتلوا كانوا أعضاء فيها. وكان أحد القتلى يعمل ضابطا في مخابرات السلطة الفلسطينية. وقُتل اثنان عندما أصيب منزلهما بصاروخ. وقال الجيش إنه أطلق النار على "اثنين من المشتبه بهم المتورطين في عدد من هجمات إطلاق النار الأخيرة". وبدأت المداهمة عند الساعة الثامنة صباحا واستمرت الاشتباكات حتى منتصف النهار.
وفي وقت لاحق، في 10 تشرين الأول/أكتوبر، توفي طفل فلسطيني يبلغ من العمر 12 عامًا متأثرًا بجراحه التي أصيب بها أثناء الغارة.

### 29 سبتمبر
(ملاحظة: تقارير متضاربة والتطورات قد تغير الحسابات) قالت وزارة الصحة الفلسطينية إن طفلا فلسطينيا يبلغ من العمر 7 سنوات توفي بعد سقوطه من ارتفاع بالقرب من تقوع، جنوب بيت لحم، أثناء مطاردة قوات الاحتلال. وقالت إذاعة الجيش، دون ذكر مصادر، إن الصبي كان يرشق الجنود بالحجارة. وبحسب وفا، التي نسبت بلاغاً مماثلاً في وقت سابق إلى مستشفى بيت جالا، فإن والد الطفل قال في وقت لاحق إن الجنود طاردوا ابنه إلى منزلهم، وأن ابنه حاول الهرب لكن يبدو أن قلبه توقف وسقط ميتا. وذكرت صحيفة جيروزاليم بوست أن التحقيق الأولي الذي أجراه الجيش الإسرائيلي لم يجد أي صلة بين عمليات الجنود في المنطقة ووفاة الطفل على الرغم من أن الحادث لا يزال قيد التحقيق. وبحسب موقع أكسيوس، قال مسؤول في الجيش الإسرائيلي إن القائد على الأرض تحدث إلى والد الصبي "على عتبة الباب". وأضاف أن "الحديث كان هادئا ولم يتم استخدام أي عنف"، مضيفا أنه بعد فترة وجيزة من المحادثة غادر الجنود وبعد ذلك انهار الصبي. وتطالب وزارة الخارجية الأمريكية بإجراء تحقيق "فوري وشامل" في الوفاة.
في 6 أكتوبر/تشرين الأول 2022، أصدر الجيش الإسرائيلي نتائج تحقيقه، ولم يجد أي صلة بين وفاة الطفل وعملية الجيش في ذلك الوقت. وقالت وكالة أسوشيتد برس إن الجيش الإسرائيلي "برأ نفسه من ارتكاب أي مخالفات".

## أكتوبر

### 1 أكتوبر
قالت وزارة الصحة الفلسطينية، إن قوات الاحتلال قتلت شابا فلسطينيا (18 عاما) في العيزرية شرق القدس. وقالت الشرطة الإسرائيلية إن الشاب قُتل بعد أن ألقى زجاجات حارقة. وقالت شرطة الحدود الإسرائيلية إن الفلسطيني كان يحاول إلقاء قنبلة حارقة.
أصدر مكتب الأمم المتحدة لتنسيق الشؤون الإنسانية تقرير حماية المدنيين الذي يغطي الفترة من 14 إلى 27 يونيو 2022. خلال الفترة المشمولة بالتقرير، كانت هناك 96 عملية تفتيش واعتقال عسكرية إسرائيلية في الضفة الغربية، وقُتل 5 فلسطينيين (60 عامًا حتى الآن) على يد القوات الإسرائيلية، و0 (12 عامًا حتى الآن) قُتل إسرائيليون على يد الفلسطينيين، و39 فلسطينيًا - تم هدم المباني المملوكة.

### 2 أكتوبر
وفقا لمنظمة هموكيد الإسرائيلية غير الحكومية، تحتجز إسرائيل 798 فلسطينياً رهن الاعتقال الإداري، دون محاكمة أو تهمة، وهو أعلى رقم منذ عام 2008.

### 3 أكتوبر
وقتلت قوات الاحتلال الإسرائيلي فلسطينيين اثنين خلال اقتحامها مخيم الجلزون للاجئين قرب رام الله. وزعم الجيش "أن الرجال حاولوا دهس الجنود بسيارتهم، وهو ادعاء لا يمكن التحقق منه بشكل مستقل".   

### 5 أكتوبر
قتلت قوات الاحتلال الإسرائيلي شابا فلسطينيا يبلغ من العمر 21 عاما، بزعم إطلاق النار على قوات الاحتلال خلال توغلها في بلدة دير الحطب شرق نابلس. وأصيب ما لا يقل عن 6 فلسطينيين آخرين، من بينهم صحفيان كانا يغطيان الأحداث لصالح تلفزيون فلسطين.

### 7 أكتوبر
- قتلت قوات الاحتلال الإسرائيلي فتى فلسطينيا (17 عاما) خلال مواجهات في المزرعة القبلية، شمال غرب مدينة رام الله. وقال شهود عيان إن الجنود أطلقوا النار خلال مواجهات بين السكان والمستوطنين الإسرائيليين. وقال الجيش إن مثيري الشغب رشقوا المستوطنين والقوات الإسرائيلية بالحجارة. وفي حادث منفصل، قتلت القوات الإسرائيلية فتىً فلسطينيًا يبلغ من العمر 14 عامًا في قلقيلية.[284] [285] [286]

### 8 أكتوبر
- قُتل شابان فلسطينيان يبلغان من العمر 17 عامًا وأصيب ما لا يقل عن 11 آخرين على يد القوات الإسرائيلية خلال مداهمة في مخيم جنين، وفقًا لوزارة الصحة الفلسطينية. ويعرف المخيم بأنه معقل للمسلحين الفلسطينيين. وقال الجيش الإسرائيلي إنه اعتقل ناشطا في حركة الجهاد الإسلامي يبلغ من العمر 25 عاما، وكان قد سجنته إسرائيل سابقا وشارك مؤخرا في هجمات إطلاق نار على جنود إسرائيليين. وزعم الجيش أن الجنود الإسرائيليين فتحوا النار عندما قام عشرات الفلسطينيين بإلقاء المتفجرات وإطلاق النار عليهم.[287] وبحسب وكالة أسوشيتد برس، فإن عام 2022 هو الآن "العام الأكثر دموية للعنف في الأراضي المحتلة منذ عام 2015".[288]

أطلق فلسطيني النار على شرطية من حرس الحدود الإسرائيلية تبلغ من العمر 18 عامًا وأدى إلى مقتلها وإصابة اثنين آخرين، أحدهما في حالة خطيرة، عند نقطة تفتيش أمنية عند مدخل حي شعفاط في القدس الشرقية. وقال منسق الأمم المتحدة الخاص لعملية السلام في الشرق الأوسط تور وينيسلاند، في بيان، إنه "يشعر بالقلق إزاء تدهور الوضع الأمني، بما في ذلك تصاعد الاشتباكات المسلحة بين الفلسطينيين وقوات الأمن الإسرائيلية في الضفة الغربية المحتلة، بما في ذلك القدس الشرقية". إن العنف المتصاعد في الضفة الغربية المحتلة يغذي مناخا من الخوف والكراهية والغضب، ومن الضروري الحد من التوترات على الفور لفتح المجال أمام مبادرات حاسمة تهدف إلى إنشاء أفق سياسي قابل للحياة.

### 11 أكتوبر
أصيب جندي إسرائيلي يبلغ من العمر 21 عاما بجروح خطيرة وتوفي لاحقا متأثرا بجراحه بعد أن أطلق عليه مسلحون فلسطينيون النار من سيارة مارة بالقرب من مستوطنة شافي شومرون بالضفة الغربية. وفر اثنان من المهاجمين بالسيارة. وكان الجندي يقوم بتأمين مسيرة نظمها المستوطنون احتجاجا على عمليات إطلاق النار الأخيرة في الضفة الغربية. وأعلنت "عرين الأسود" مسؤوليتها عن الهجوم.

### 12 أكتوبر
قتلت قوات الاحتلال الإسرائيلي شابا فلسطينيا (18 عاما) في مخيم العروب، بحسب وزارة الصحة الفلسطينية. وقال الجيش إن الجنود طاردوا الأشخاص الذين كانوا يلقون الحجارة على المركبات على طريق بالقرب من المخيم، قائلين إن "[الجنود] رصدوا المشتبه بهم بجوار المخيم ... وردوا بالذخيرة الحية تجاههم. وتم التعرف على إصابة".

### 14 أكتوبر
ذكرت وزارة الصحة الفلسطينية أن فلسطينيا يبلغ من العمر 20 عاما، قالت إنه عضو في كتائب جنين، وطبيب يبلغ من العمر 43 عاما، قُتلا خلال غارة إسرائيلية في جنين. وذكرت صحيفة تايمز أوف إسرائيل أن تقارير إعلامية فلسطينية ذكرت أن كتائب شهداء الأقصى ادعت أن الطبيب عضو فيها.
وفي وقت لاحق، قالت متحدثة باسم الجيش الإسرائيلي لوكالة فرانس برس إن "شابا فلسطينيا يبلغ من العمر 23 عاما أطلق النار باتجاه بيت إيل، مما أدى إلى إصابة أحد سكانها، وقتل برصاص الجنود الإسرائيليين الذين كانوا في المنطقة".

### 16 أكتوبر
توفي متأثرًا بجراحه فلسطيني يبلغ من العمر 31 عامًا، أصيب في 15 تشرين الأول/أكتوبر خلال مداهمة شنتها القوات الإسرائيلية على بلدة قراوة بني حسن بالقرب من سلفيت.
أصدر مكتب الأمم المتحدة لتنسيق الشؤون الإنسانية تقرير حماية المدنيين الذي يغطي الفترة من 28 يونيو إلى 18 يوليو 2022. خلال الفترة المشمولة بالتقرير، كانت هناك 166 عملية تفتيش واعتقال عسكرية إسرائيلية في الضفة الغربية، وقُتل 3 فلسطينيين (63 عامًا حتى الآن) على يد القوات الإسرائيلية، ولم يُقتل أي إسرائيلي (11 عامًا حتى الآن) على يد الفلسطينيين، و51 فلسطينيًا - تم هدم المباني المملوكة. 

### 20 أكتوبر
قُتل شاب فلسطيني بالرصاص بعد أن فتح النار على حراس الأمن عند مدخل مستوطنة معاليه أدوميم في القدس الشرقية، مما أدى إلى إصابة أحدهم. تم التعرف على المسلح المتوفى باعتباره المشتبه به المطلوب فيما يتعلق بهجوم إطلاق النار الذي أدى إلى مقتل شرطية حدود إسرائيلية تبلغ من العمر 18 عامًا وإصابة جنديين آخرين في 8 أكتوبر.
وردا على إطلاق النار، بدأ الفلسطينيون إضرابا عاما لمدة يوم واحد ودعوا إلى مواجهات مع القوات الإسرائيلية. وفي الوقت نفسه، أعلنت وزارة الصحة الفلسطينية أن فتى فلسطينيا يبلغ من العمر 16 عاما توفي متأثرا بجراحه التي أصيب بها قبل شهر برصاص قوات الاحتلال الإسرائيلي.

### 21 أكتوبر
وفي وقت لاحق، استشهد شاب فلسطيني يبلغ من العمر 20 عاما برصاص قوات الاحتلال الإسرائيلي في النبي صالح ، شمال رام الله، خلال احتجاجات على الغارة على نابلس.  

### 22 أكتوبر
- قتلت قوات الاحتلال الإسرائيلي شابا فلسطينيا (32 عاما) على حاجز أمني جنوب شرق مدينة قلقيلية، بحسب ما أفاد مسؤولون في الصحة الفلسطينية. وقال الجيش إن مركبة صدمت جنديا وغادرت المكان، وأن "الجنود أطلقوا النار باتجاه المركبة" وأن "الجندي لم يكن بحاجة إلى علاج طبي". نحن على علم بالتقارير المتعلقة بالضربة. الحادث قيد المراجعة. ". [316] [317]

- تعرض شاب إسرائيلي يبلغ من العمر 23 عامًا للطعن في ظهره وأصيب بجروح خطيرة على يد فلسطيني يبلغ من العمر 16 عامًا في حي التلة الفرنسية بالقدس الشرقية. وبعد مطاردة، أطلقت قوات الأمن الإسرائيلية النار على المشتبه به وأصابته بجروح خطيرة بعد رفضه الاستجابة لمطالبها. ودخلت الشرطة الإسرائيلية بعد ذلك مخيم شعفاط للاجئين لإحضار والد المشتبه به وشقيقه للتحقيق معهم. وزعمت الشرطة أنه عندما دخلوا المخيم، اعتدى عليهم مثيرو الشغب بالحجارة والحديد والمفرقعات النارية. وأصيب ثلاثة من رجال الشرطة بجروح طفيفة، كما لحقت أضرار بعدد من المركبات.[318]

### 23 أكتوبر
- قتل فلسطيني يبلغ من العمر 33 عاما فيما قالت فتح إنه عملية اغتيال. وأعلنت جماعة عرين الأسود أن القتيل عضو فيها، وقالت إن إسرائيل هي المسؤولة. ورفض الجيش الإسرائيلي تأكيد أي تورط له. [319] [320]

### 25 أكتوبر
- قتل الجنود الإسرائيليون 5 فلسطينيين وأصابوا أكثر من 20 آخرين خلال غارة واسعة النطاق على نابلس. وقال الجيش إن "قوة مشتركة من جنود الجيش الإسرائيلي وعملاء جهاز الأمن الشاباك وقوات مكافحة الإرهاب داهمت مخبأ في البلدة القديمة في نابلس كان يستخدم كورشة قنابل من قبل أعضاء مركزيين في عرين الأسود". وقال الجيش الإسرائيلي في بيان صدر عقب الغارة. وأعلنت وزارة الصحة الفلسطينية أن الضحايا هم حمدي رمزي 30 عاما، وعلي عنتر 26 عاما، وحمدي شرف 35 عاما، ووديع الحوح 31 عاما، ومشعل بغدادي 27 عاما. وقال الجيش الإسرائيلي إن الحوه، وهو زعيم المجموعة التي يُزعم أنها مسؤولة عن العديد من الهجمات، كان "الهدف الرئيسي للعملية". [321] [322]

وفي وقت لاحق، استشهد شاب فلسطيني يبلغ من العمر 20 عاما برصاص قوات الاحتلال الإسرائيلي في النبي صالح ، شمال رام الله، خلال احتجاجات على الغارة على نابلس.  
توفي مستوطن إسرائيلي يبلغ من العمر 55 عامًا من سكان كدوميم أصيب بجروح متوسطة إلى خطيرة في هجوم طعن في قرية الفندق بالضفة الغربية، في 8 نوفمبر متأثرًا بجراحه، وفقًا لوحدة المتحدث باسم الجيش الإسرائيلي.  

### 28 أكتوبر
قتلت القوات الإسرائيلية فلسطينيين يبلغان من العمر 47 عاما و35 عاما. وقالت الجزيرة إن ظروف مقتلهم غير واضحة. وقال الجيش الإسرائيلي إن قواته "كانت تنفذ عملية بالقرب من حاجز حوارة" و"حددت مركبتين مشبوهتين وأطلقت النار عليهما"، بحسب وسائل إعلام إسرائيلية. وبحسب قناة العربية ، تلقت القوات الإسرائيلية تقارير "بخصوص هجوم إطلاق نار من مركبة متحركة" على هدف عسكري بالقرب من نابلس، بينما ذكرت صحيفة هآرتس ووسائل الإعلام الإسرائيلية في تقارير سابقة أن الحادث سبقه هجوم إطلاق نار على جنود عند الحاجز.
صرح المنسق الخاص لعملية السلام في الشرق الأوسط تور وينيسلاند لمجلس الأمن التابع للأمم المتحدة أن "تصاعد اليأس والغضب والتوتر قد اندلع مرة أخرى في دائرة مميتة من العنف الذي يصعب احتواؤه على نحو متزايد"، وأن "عددًا كبيرًا جدًا من الناس، لقد قُتل وجُرح أغلبية ساحقة من الفلسطينيين". ودعا إلى اتخاذ إجراءات فورية لتهدئة "الوضع المتفجر" واستئناف المفاوضات الإسرائيلية الفلسطينية.

### 29 أكتوبر
وبحسب الهلال الأحمر الفلسطيني، قُتل مسلح فلسطيني يبلغ من العمر 35 عاما من الخليل على يد القوات الإسرائيلية خارج مستوطنة كريات أربع الإسرائيلية. بحسب الجيش، دخل المسلح كريات أربع من الخليل عبر معبر أشموريت وفتح النار، مما أسفر عن مقتل مستوطن إسرائيلي يبلغ من العمر 49 عاما وإصابة ابنه قبل إطلاق النار على المسعفين وحراس الأمن. وأصيب 3 إسرائيليين، أحدهم خطيرة. كما وردت أنباء عن إصابة رجل فلسطيني بجروح طفيفة. وبحسب صحيفة هآرتس فإن المسلح "تعرض للدهس من قبل منسق الأمن العسكري للمستوطنة بينما كان يحمل بندقية إم-16، ثم قُتل بالرصاص على يد ضابط عسكري خارج الخدمة بعد إطلاق النار على إسرائيليين في متجر بالقرب من حاجز أشموريت". وفقًا لصحيفة واشنطن بوست، أظهرت لقطات الكاميرا الأمنية أن المسلح "يطلق النار من بندقيته الهجومية خارج محل بقالة قبل أن يصدمه حارس الأمن بشاحنته ويثبته على الأرض. عسكري خارج الخدمة ثم أطلق الضابط النار وقتل المعتدي".

### 30 أكتوبر
قال الجيش الإسرائيلي إن سائقا فلسطينيا قاد سيارته نحو مجموعة من الجنود في محطة للحافلات بالقرب من أريحا، ثم واصل طريقه إلى تقاطع قريب حيث كان جنود آخرون يقفون. أسفر ذلك عن إصابة خمسة جنود بإصابات خفيفة ومتوسطة. وأطلق ضابط شرطة إسرائيلي ومدني مسلح كانا متواجدين في مكان الحادث النار على سائق السيارة فأرداه قتيلا. وفي شريط فيديو، بحسب صحيفة واشنطن بوست، "شوهد إسرائيليان يطلقان أكثر من اثنتي عشرة رصاصة على الرجل بينما كان يقف خارج سيارته". وكان الفلسطيني يبلغ من العمر 49 عاما من العيزرية.

## نوفمبر

### 2 نوفمبر
أصدر مكتب الأمم المتحدة لتنسيق الشؤون الإنسانية تقرير حماية المدنيين الذي يغطي الفترة من 19 يوليو إلى 1 أغسطس 2022. خلال الفترة المشمولة بالتقرير، كانت هناك 143 عملية تفتيش واعتقال عسكرية إسرائيلية في الضفة الغربية، وقُتل 3 فلسطينيين (66 عامًا حتى الآن) على يد القوات الإسرائيلية، و0 (11 عامًا حتى الآن) قُتل إسرائيليون على يد الفلسطينيين، و44 فلسطينيًا - تم هدم المباني المملوكة.
- قتلت قوات الاحتلال الإسرائيلي، فلسطينيا يبلغ من العمر 54 عاما من بلدة بيت دقو المحتلة، بحسب وزارة الصحة الفلسطينية. وقال الجيش الإسرائيلي إن "المهاجم خرج من سيارته بفأس لمهاجمة الضابط الذي أطلق النار على المهاجم وقام بتحييده"، و"أصيب الضابط بجروح خطيرة ونقل إلى المستشفى". وبحسب شهود عيان، أطلق جنود الاحتلال النار على الفلسطيني. [339] [340]

### 3 نوفمبر
خلال مداهمة منزل الفلسطيني الذي قُتل في 2 تشرين الثاني/نوفمبر، قتلت القوات الإسرائيلية فلسطينيًا يبلغ من العمر 42 عامًا. وقال الجيش الإسرائيلي إن الفلسطينيين ألقوا الحجارة والقنابل الحارقة وردوا بالذخيرة الحية.  
وبحسب الشرطة الإسرائيلية، قُتل فلسطيني طعن شرطيًا في البلدة القديمة بالقدس، على يد عناصر شرطة، في القدس الشرقية المحتلة. وأصيب الضابط بجروح طفيفة.
قُتل نوعم راز (48 عاما)، كوماندوز الشرطة الإسرائيلية، برصاص مسلحين فلسطينيين في جنين أثناء مداهمة. وقالت وزارة الصحة الفلسطينية إن 13 فلسطينيا أصيبوا، اثنان منهم في حالة خطيرة، خلال الغارة الإسرائيلية. وبعد يومين (15 أيار/مايو)، توفي ناشط فلسطيني يبلغ من العمر 41 عاما متأثرا بجراحه التي أصيب بها.
اتصل وزير الخارجية الأمريكي أنتوني بلينكن برئيس الوزراء الإسرائيلي المنتهية ولايته يائير لابيد، وأعرب عن "قلقه العميق إزاء الوضع في الضفة الغربية، بما في ذلك التوترات المتزايدة والعنف والخسائر في الأرواح الإسرائيلية والفلسطينية، وشدد على ضرورة قيام جميع الأطراف بحل المشكلة بشكل عاجل لمنع تصعيد الوضع."

### 4 نوفمبر
- استهدفت الغارات الجوية الإسرائيلية ما زعمت مصادر إسرائيلية أنه منشأة تابعة لحماس في مخيم المغازي للاجئين وسط غزة بعد إطلاق أربعة صواريخ على إسرائيل. وتم اعتراض صاروخ واحد وسقطت الثلاثة الأخرى في غزة. وذكرت التقارير الإسرائيلية أن الصواريخ جاءت رداً على قيام الجيش الإسرائيلي بقتل أحد أعضاء حركة الجهاد الإسلامي في جنين في 3 نوفمبر/تشرين الثاني. [182] [183]

في اتصال هاتفي مع رئيس السلطة الفلسطينية محمود عباس، قال وزير الخارجية الأمريكي أنتوني بلينكن إن الولايات المتحدة "تبذل جهودا" من أجل "إنهاء التصعيد الحالي". كما أكد بلينكن مجددا التزام الولايات المتحدة بحل الدولتين.

### 5 نوفمبر
قتلت قوات الاحتلال الإسرائيلي شابا فلسطينيا يبلغ من العمر 18 عاما قرب مدينة رام الله، بحسب وزارة الصحة الفلسطينية. وقال الجيش الإسرائيلي إن جنوده ردوا على "بلاغ عن إلقاء حجارة باتجاه طريق سريع" مما تسبب في أضرار "لعدد من السيارات" وإن الجنود "ردوا بإطلاق النار على الجناة. وتم التعرف على الإصابات".

### 9 نوفمبر
(تقارير متضاربة) استشهاد شاب فلسطيني 17 عاما خلال مواجهات قرب قبر يوسف شرق نابلس. وقال الجيش إنه كان يحمي المدنيين الذين يزورون قبر يوسف وردت القوات بإطلاق النار بما في ذلك على الفلسطيني الذي كان يضع عبوة ناسفة في المنطقة. وتشير التقارير إلى أن العبوة انفجرت بين يديه.
ووفقا لمصادر فلسطينية، قتلت القوات الإسرائيلية شابا فلسطينيا 29 عاما بالقرب من جنين. وقال الجيش الإسرائيلي إن جنديا يحرس الحاجز رأى فلسطينيا يقوم بتخريبه، فبادر إلى إجراء عملية اعتقال ثم أطلق عليه النار.
أصدر مكتب الأمم المتحدة لتنسيق الشؤون الإنسانية تقرير حماية المدنيين الذي يغطي الفترة من 2 أغسطس إلى 15 أغسطس 2022. خلال الفترة التي شملها التقرير، قُتل 41 فلسطينيًا (107 أعوام حتى الآن) على يد القوات الإسرائيلية، ولم يقتل أي إسرائيلي (11 عامًا حتى الآن) على يد الفلسطينيين. وبالإضافة إلى ذلك، قُتل فلسطيني على يد القوات الإسرائيلية أو المستوطنين الإسرائيليين في الضفة الغربية، كما قُتل 13 فلسطينيًا آخر في الفترة من 5 إلى 7 أغسطس/آب على يد القوات الإسرائيلية أو الجماعات الفلسطينية المسلحة في قطاع غزة. وتقوم الأمم المتحدة بالتحقيق في التفاصيل المتعلقة بهذا الأخير. ونفذت إسرائيل 141 عملية تفتيش واعتقال عسكرية في الضفة الغربية، وتم هدم 55 مبنى يملكه فلسطينيون.

### 14 نوفمبر
- قتلت قوات الاحتلال الإسرائيلي، فتاة فلسطينية مصابة بالتوحد تبلغ من العمر 15 عاما، في بيتونيا قرب رام الله. وقال الجيش إن الجنود فتحوا النار على مركبة كانت تتجه نحوهم وأن الحادث قيد المراجعة. وتم إطلاق سراح السائق بعد ذلك بعد أن فشل التحقيق في العثور على نية لارتكاب هجوم.[365][363][366]

### 15 نوفمبر
- قتل شاب فلسطيني يبلغ من العمر 18 عاما من حارس في شمال الضفة الغربية ثلاثة إسرائيليين في مستوطنة أرييل وأصاب أربعة آخرين في هجوم طعن قبل أن تطلق القوات الإسرائيلية النار عليه. [367][368][369][370][371]

### 21 نوفمبر
وخلال مداهمة اعتقال في جنين، أطلقت القوات الإسرائيلية النار على شاب فلسطيني يبلغ من العمر 18 عامًا توفي لاحقًا متأثرًا بجراحه.

### 23 نوفمبر
قتلت قوات الاحتلال الإسرائيلي فتى فلسطينيا (16 عاما) وأصابت أربعة آخرين خلال مداهمة في نابلس. وتوفي أحد الجرحى في وقت لاحق متأثرا بجراحه.
- قُتل كندي إسرائيلي يبلغ من العمر 16 عاما في أحد التفجيرين المشتبه بهما في محطات الحافلات في القدس. وأصيب 18 شخصا، 4 منهم خطيرة.[380][381][382] وفي 26 نوفمبر/تشرين الثاني، توفي ضحية ثانية، يبلغ من العمر 50 عاما، متأثرا بجراحه.[383] وفي وقت لاحق، ألقي القبض على فلسطيني يحمل بطاقة إقامة إسرائيلية في 29 نوفمبر/تشرين الثاني (أُعلن عنه في 27 ديسمبر/كانون الأول بعد رفع التعتيم الإخباري). ويقال إن المشتبه به تصرف بمفرده ويتعاطف مع أيديولوجية داعش.[384]

### 26 نوفمبر
أصدر مكتب الأمم المتحدة لتنسيق الشؤون الإنسانية تقرير حماية المدنيين الذي يغطي الفترة من 16 أغسطس إلى 29 أغسطس 2022. خلال الفترة التي شملها التقرير، قُتل فلسطينيان (109 أعوام حتى الآن) على يد القوات الإسرائيلية، ولم يُقتل أي إسرائيلي (11 عامًا حتى الآن) على يد الفلسطينيين. ونفذت إسرائيل 108 عملية تفتيش واعتقال في الضفة الغربية، وتم هدم 55 مبنى يملكه فلسطينيون. 

### 29 نوفمبر
- قتلت القوات الإسرائيلية خمسة فلسطينيين في الضفة الغربية.[386][387][388] قُتل شقيقان فلسطينيان، 22 و21 عامًا، خلال مواجهات مع جنود إسرائيليين في كفر عين. وقال الجيش الإسرائيلي إنه يراجع الحادث. كما قُتل فلسطيني آخر عندما تعرضت سيارة جيب إسرائيلية لهجوم في بيت أمر.[389] وأصيبت شابة إسرائيلية تبلغ من العمر 20 عاما بجروح خطيرة في ما قال الجيش إنه هجوم دهس بالقرب من مدخل موقع ميغرون الاستيطاني. وقتل المهاجم المزعوم بالرصاص.[390] وفي وقت لاحق من نفس اليوم، قُتل فلسطيني آخر على يد جنود إسرائيليين في المغير. وبحسب هيئة الإذاعة البريطانية (بي بي سي)، قال الجيش الإسرائيلي إن الجنود استخدموا الذخيرة الحية ردًا على مشتبه به "رُصد وهو يلقي زجاجات مولوتوف [قنابل حارقة]" عليهم، لكن "أدلة الفيديو وشهود العيان تشير إلى أن هذا لم يكن هو الحال عندما أصيب". وتحقق منظمة "بتسيلم" الإسرائيلية لحقوق الإنسان في وفاة المحتجين، وتقول إن عددًا كبيرًا من حالات مقتل المتظاهرين بالرصاص هذا العام يرقى إلى مستوى "الاستخدام المفرط للقوة".[391][388]

### 30 نوفمبر
- وأطلقت القوات الإسرائيلية النار على شاب فلسطيني يبلغ من العمر 25 عاما خلال مداهمة في يعبد، ما أدى إلى وفاته لاحقا متأثرا بجراحه.[392][393]

## ديسمبر

### 1 ديسمبر
استشهاد فلسطينيان، 26 و27 عاما، خلال مداهمة شنتها القوات الإسرائيلية في مخيم جنين. وقالت كتيبة جنين التابعة لكتائب القدس التابعة لحركة الجهاد الإسلامي إن القتيلين هما اثنان من قادتها. 
أكد الجيش الإسرائيلي أن كتيبة نيتسح يهودا سيتم نقلها إلى مرتفعات الجولان بحلول نهاية العام. وقد تورط أعضاء الكتيبة في قضايا سوء المعاملة السابقة بما في ذلك وفاة عمر أسعد، الأمر الذي أدى إلى احتجاجات من حكومة الولايات المتحدة.

### 2 ديسمبر
(تقارير متضاربة) استشهاد شاب فلسطيني 22 عاما برصاص جندي إسرائيلي في حادث على حاجز حوارة بنابلس. وقالت شرطة الحدود الإسرائيلية إن عددا من المشتبه بهم اقتربوا من الشرطة وأخرج أحدهم سكينا وطعن أحد الضباط، الذي أطلق النار بعد ذلك على المشتبه به وقتله. ويقول الهلال الأحمر الفلسطيني إن قوات الأمن الإسرائيلية منعت المستجيبين للطوارئ من تقديم المساعدة.     وجاء في تقرير لاحق لصحيفة العربي الجديد أن مراجعتهم لمقطع فيديو لا تظهر أي دليل على أن الضحية حاول طعن ضباط إسرائيليين. ويقولون إنه بدلا من ذلك يظهر شجارا بين الفلسطيني وأحد حرس الحدود الذي "مد يده إلى مسدس وأطلق النار على الرجل الأعزل"، واستمر في إطلاق النار حتى عندما كان الرجل ملقى على الأرض.  وقال مبعوث الأمم المتحدة للشرق الأوسط، تور وينيسلاند، على تويتر، إنه "شعر بالرعب" من القتل، وقال الاتحاد الأوروبي إنه يشعر بالقلق إزاء ما "يبدو أنه استخدام مفرط للقوة من قبل قوات الأمن الإسرائيلية".  وفي 4 ديسمبر/كانون الأول، أدانت كل من الأمم المتحدة والاتحاد الأوروبي عملية القتل، ودعت إلى إجراء تحقيق ومحاسبة المسؤولين عنها، بينما التزمت السلطات الإسرائيلية بروايتها للأحداث. 

### 5 ديسمبر
قتلت قوات الاحتلال الإسرائيلي شابا فلسطينيا (22 عاما) خلال مداهمة مخيم الدهيشة قرب بيت لحم.

### 7 ديسمبر
أطلق فلسطيني يبلغ من العمر 32 عامًا النار على موقع عسكري بالقرب من مستوطنة عوفرا. وقال الجيش إن الجنود ردوا على إطلاق النار، وطاردوا السيارة، وعندما خرج السائق من السيارة وأطلق النار عليهم، أطلق الجنود النار على الرجل وقتلوه بالقرب من منزله في سلواد.

### 8 ديسمبر
قتلت قوات الاحتلال ثلاثة فلسطينيين خلال مداهمة في جنين، وهي الأحدث في مداهمات شبه يومية بالضفة الغربية. وبحسب مصادر فلسطينية فإن اثنين من الثلاثة يبلغان من العمر 29 عاما والثالث 46 عاما.
قُتل شاب فلسطيني يبلغ من العمر 15 عاما برصاص قوات الاحتلال، التي قالت إن الفلسطينيين كانوا يرشقون الحجارة والزجاجات المملوءة بالطلاء على سيارات كانت تسير بالقرب من مستوطنة بيت أرييه-عوفريم شمال شرق رام الله. وأصيب اثنان آخران.

### 11 ديسمبر
استشهاد الفتاة الفلسطينية جنى زكارنة (16 عاما)، برصاص قوات الاحتلال أثناء اقتحامها مدينة جنين. تم إطلاق النار عليها أربع مرات أثناء وقوفها على سطح منزلها. وقال الجيش إنه "على علم بمزاعم مقتل امرأة فلسطينية" ويجري تحقيقا. وقالت إسرائيل في وقت لاحق إن القتل كان غير مقصود ورفضت الادعاءات القائلة بأن إطلاق النار كان متعمدا.

### 16 ديسمبر
أصدر مكتب الأمم المتحدة لتنسيق الشؤون الإنسانية تقرير حماية المدنيين الذي يغطي الفترة من 30 أغسطس إلى 12 سبتمبر 2022. خلال الفترة التي شملها التقرير، قُتل 7 فلسطينيين (116 عامًا حتى الآن) على يد القوات الإسرائيلية، وقُتل 0 إسرائيلي (11 عامًا حتى الآن) على يد الفلسطينيين. ونفذت إسرائيل 125 عملية تفتيش واعتقال عسكرية في الضفة الغربية، وهدم 47 مبنى يملكه فلسطينيون.

### 22 ديسمبر
- قتلت القوات الإسرائيلية شابًا فلسطينيًا يبلغ من العمر 23 عامًا خلال اشتباكات اندلعت بين الجنود الذين كانوا يرافقون المستوطنين إلى قبر القديس يوسف وسكان محليين. وقال الجيش إن الفلسطينيين ألقوا متفجرات وأطلقوا النار عليهم. وكان الضحية من سكان مدينة طوباس المجاورة. [420] [421]

- أصدر مكتب الأمم المتحدة لتنسيق الشؤون الإنسانية تقرير حماية المدنيين الذي يغطي الفترة من 6 إلى 19 ديسمبر 2022. خلال الفترة التي يغطيها التقرير، قُتل 6 فلسطينيين على يد القوات الإسرائيلية، ولم يقتل أي إسرائيلي على يد الفلسطينيين. ونفذت إسرائيل 144 عملية تفتيش واعتقال عسكرية في الضفة الغربية، وتم هدم 58 مبنى يملكه فلسطينيون. [250]

### 23 ديسمبر
- قُتل مواطن عربي إسرائيلي من كفر قاسم بالرصاص بعد مهاجمته وإصابة ثلاثة من ضباط الشرطة فيما وصفه تطبيق القانون بأنه عمل إرهابي متعمد. وبحسب الشرطة، فإن المهاجم استدعى الشرطة إلى ساحة انتظار السيارات في أحد المباني، مشيرًا إلى حادث عنف منزلي. ولدى وصول ضباط الشرطة، حاول إطلاق النار باستخدام مدفع رشاش بدائي الصنع، والذي بدا أنه معطل. انسحب المهاجم إلى المبنى ثم ألقى زجاجات مولوتوف على سيارة للشرطة قبل أن يدخل سيارته ويصدمها بالضباط ومركبة أخرى. وأصيب ثلاثة منهم بجروح طفيفة. وتزعم الشرطة أنه تم العثور على عدد من زجاجات المولوتوف على سطح المبنى، كما تم العثور على سكين في سيارته. وتم نشر لقطات كاميرات المراقبة للحادث.[422] ونفت عائلة المهاجم أن يكون الحادث هجوما متعمدا. وقالوا إنه كان ينبغي على الضباط إطلاق النار على ساقيه بدلاً من قتله، واتهموهم بقتل ابنهم "بدم بارد".[423]

- أطلق مسلحون فلسطينيون النار على مستوطنة شاكيد. ولحقت أضرار طفيفة بمنزل ولم يبلغ عن وقوع إصابات. وأعلنت حركة الجهاد الإسلامي الفلسطينية مسؤوليتها عن إطلاق النار لكنها لم تقدم أي دليل.[424]